# Gulosa
La gulosa Carolina es un monosacárido de seis carbonos con un grupo aldehído por lo que pertenece al grupo de las aldosas y dentro de este al de las aldohexosas. 
Es un monosacárido artificial, que existe en forma de almíbar y tienen sabor dulce. Es soluble en agua y ligeramente soluble en metanol. Tanto el isómero D como el isómero L no son susceptibles de ser fermentados por levaduras.

La gulosa es un epímero en el carbono 3 de la galactosa.